# Paweł Stobrawa
Paweł Stobrawa (ur. 22 kwietnia 1947 w Zborowskiem) – polski duchowny rzymskokatolicki, biskup pomocniczy opolski w latach 2003–2022, od 2022 biskup pomocniczy senior diecezji opolskiej.

## Życiorys
Urodził się 22 kwietnia 1947 w Zborowskiem jako najmłodszy z dziewięciorga dzieci Józefa i Marii z domu Mrozek. W 1961 rozpoczął naukę w Niższym Seminarium Duchownym w Gliwicach. Po rozwiązaniu szkoły przez władze państwowe naukę kontynuował w Liceum Ogólnokształcącym im. Adama Mickiewicza w Lublińcu, gdzie w 1966 złożył egzamin dojrzałości. W latach 1966–1973 studiował w Wyższym Seminarium Duchownym w Nysie. W trakcie studiów odbył przymusową dwuletnią służbę wojskową. Święceń prezbiteratu udzielił mu 20 maja 1973 w katedrze opolskiej miejscowy biskup diecezjalny Franciszek Jop. Inkardynowany został do diecezji opolskiej.
W latach 1973–1978 pracował jako wikariusz w parafii św. Mikołaja w Pyskowicach, następnie w latach 1978–1980 w parafii św. Katarzyny w Toszku. W latach 1991–2003 był proboszczem parafii Świętych Apostołów Piotra i Pawła w Opolu. Od 1992 sprawował funkcję kapelana rzemieślników, w 1994 został dziekanem dekanatu opolskiego. W 1992 wszedł w skład kolegium konsultorów, a w 1996 rady duszpasterskiej. W 2000 został członkiem diecezjalnej komisji ds. budowy kościołów i budynków kościelnych. W 2000 otrzymał godność kapelanem Jego Świątobliwości.
W latach 1980–1991 był zatrudniony w Wyższym Seminarium Duchownym w Nysie. Od 1980 do 1986 pełnił funkcję dyrektora ds. administracyjno-gospodarczych, a od 1986 do 1991 sprawował urząd wicerektora seminarium.
16 kwietnia 2003 papież Jan Paweł II mianował go biskupem pomocniczym diecezji opolskiej ze stolicą tytularną Aeca. Święcenia biskupie otrzymał 14 maja 2003 w kościele Świętych Apostołów Piotra i Pawła w Opolu. Udzielił mu ich arcybiskup Alfons Nossol, biskup diecezjalny opolski, w asyście biskupów pomocniczych opolskich: Jana Bagińskiego i Jana Kopca. Jako zawołanie biskupie przyjął słowa „Caritati confisus sum” (Zawierzyłem Miłości). 22 kwietnia 2022 papież Franciszek przyjął jego rezygnację z funkcji biskupa pomocniczego diecezji opolskiej.
W ramach Konferencji Episkopatu Polski został członkiem Komisji ds. Misji oraz Rady ds. Migracji, Turystyki i Pielgrzymek.